# Taviodes javanica
Taviodes javanica là một loài bướm đêm trong họ Noctuidae.